# Peter Engl
Peter Engl (* 14. September 1949 in Nürnberg) ist ein deutscher  freischaffender Künstler (Malerei, Objekte, Comics, Illustrationen) und Musiker.
Nach einer Kochlehre studierte er von 1974 bis 1980 an der Nürnberger Kunstakademie.  Während dieser Zeit war er Initiator und Betreiber des Institut für ästhetische Grenzbereiche. Seit 1986 wohnt Engl in Berlin.
Seine Kunst ist beeinflusst von Popart und Comic, Kitsch und Werbung. Er entwickelte einen eigenen Stil, großflächig reduzierend, figuresk und direkt. 1987 erhielt er den Förderungspreis der Stadt Nürnberg. Im selben Jahr  hatte Engl eine illegale Ausstellung in Ostberlin in der Galerie Mauerstein sowie danach weitere Ausstellungen in namhaften Galerien und Museen in Deutschland und der Schweiz. In den 1980er- und 1990er-Jahren war Engl Kopf der Punkband Staubsauger und veröffentlichte vier LPs und zwei CDs. Er ist im AKL Fuhrmann gelistet.
2005 hat Engl an der Blauen Nacht (Nürnberg) mit einer Videoinstallation teilgenommen.

## Werke
- Comics: ab 1986 u. a. Claus-Peter, Vater-Mutter, Ost-West-Dialog Bd. 1 bis III, der Deutsche, Rammler-Express (deutsch Tschechische Porno-Parodie Nürnberg 2001) u. a.
- Keramiken: u. a. Verhütungsdosen (im Erotik Museum Berlin)
- Holzskulpturen: (Tore, Bilderrahmen, Lampen)
- Grafiken, T-Shirts, Auto Schonbezüge, Postkarten, Wandmalereien, Schmuckdesigner,
- 2003 gestaltete Engl für Siemens eine Lokomotive, die heute seine Kunst durch Deutschland fährt.
- Musiker: Gründer und Leader der Gruppe Staubsauger – 4 LPs, 1992 CD Gebt den Osten zurück an die Ossis, (Skandal um Veröffentl.  – auf dem Anti-Zensur-Sampler), CD Schnee von Gestern (2001)